# Mister Universe
Mister Universe  (tiếng Việt: Nam vương Hoàn vũ) là cuộc thi sắc đẹp quốc tế dành cho nam giới có hai trụ sở tại Ấn Độ và Hoa Kỳ.

## Mister Universe (Hoa Kỳ)
Mister Universe  là cuộc thi sắc đẹp quốc tế được tổ chức lần đầu tại Los Angeles, Hoa Kỳ vào năm 2024. Đương kim Mister Universe là Patrick Callahan đến từ Ireland.

### Người giữ danh hiệu
| Lần thứ | Năm  | Ngày                 | Mister Universe            | Á vương                | Á vương                     | Á vương                              | Á vương                     | Nơi tổ chức         | Số thí sinh | T.k.        |
| Lần thứ | Năm  | Ngày                 | Mister Universe            | 1                      | 2                           | 3                                    | 4                           | Nơi tổ chức         | Số thí sinh | T.k.        |
| ------- | ---- | -------------------- | -------------------------- | ---------------------- | --------------------------- | ------------------------------------ | --------------------------- | ------------------- | ----------- | ----------- |
| 1       | 2024 | 22 tháng 12 năm 2024 | Patrick Callahan · Ireland | Cormac Murphy · Hoa Kỳ | Yusuf Hendratno · Indonesia | Xavier Rodriguez · Cộng hòa Dominica | Markki Stroem · Philippines | Los Angeles, Hoa Kỳ | 13          | [ 1 ] [ 2 ] |
| 2       | 2025 | 23 tháng 11 năm 2025 |                            |                        |                             |                                      |                             | Los Angeles, Hoa Kỳ |             |             |

### Các lần tổ chức Mister Universe

#### 2024
Mister Universe 2024 là cuộc thi Mister Universe lần thứ 1 được tổ chức tại Los Angeles, Hoa Kỳ vào ngày 22 tháng 12 năm 2024. Có 13 thí sinh dự thi, Patrick Callahan đến từ Ireland đăng quang ngôi vị Mister Universe.
Thứ hạng
| Hạng                 | Thí sinh                                        |
| -------------------- | ----------------------------------------------- |
| Mister Universe 2024 | - Ireland — Patrick Callahan                    |
| Á vương 1            | - Hoa Kỳ — Cormac Murphy                        |
| Á vương 2            | - Indonesia — Yusuf Hendratno                   |
| Á vương 3            | - Cộng hoà Dominica — Xavier Rodriguez          |
| Á vương 4            | - Philippines — Markki Stroem                   |
| Top 7                | - Croatia — Adam Emerick - Ý — Matteo Dall'Osto |

Các giải thưởng
| Giải thưởng              | Thí sinh                               |
| ------------------------ | -------------------------------------- |
| Mister Talent            | - Philippines – Markki Stroem          |
| Mister Fitness           | - Hoa Kỳ – Cormac Murphy               |
| Mister Influencer        | - Indonesia – Yusuf Hendratno          |
| Mister Congeniality      | - Ireland – Patrick Callahan           |
| Best in National Costume | - Philippines – Markki Stroem          |
| People’s Choice          | - Cộng hòa Dominica – Xavier Rodriguez |

Các thí sinh
| Quốc gia/vùng lãnh thổ | Thí sinh                 |
| ---------------------- | ------------------------ |
| Brasil                 | Guilherme Werner Wamzer  |
| Canada                 | Matty Koelen             |
| Colombia               | Andres Castellini        |
| Croatia                | Adam Emerick             |
| Cộng hoà Dominica      | Xavier Rodriguez         |
| Hoa Kỳ                 | Cormac Murphy            |
| Indonesia              | Yusuf Hendratno          |
| Ireland                | Patrick Callahan         |
| Nam Phi                | Ntando Luwengu           |
| Philippines            | Markki Stroem            |
| Slovakia               | Christopher Bednarik     |
| Venezuela              | Manuel Alejandro Polanco |
| Ý                      | Matteo Dall'Osto         |

#### 2025
Mister Universe 2025 là cuộc thi Mister Universe lần thứ 2 được tổ chức tại Los Angeles, Hoa Kỳ vào ngày 23 tháng 11 năm 2025.
Các thí sinh
| Quốc gia/vùng lãnh thổ | Thí sinh           | Tuổi |
| ---------------------- | ------------------ | ---- |
| Albania                | Dion Zerotre       |      |
| Ba Lan                 | Alexander Barbiero | 21   |
| Colombia               | JD Cuervo          |      |
| Đức                    | Leon Egeler        | 23   |
| Hà Lan                 | Arnold Strachovsky |      |
| Israel                 | Omer Halabi        | 22   |
| Latvia                 | Elvis Amols        | 27   |
| Liban                  | Peter Bouery       | 25   |
| Nga                    | Anton Ivannikov    | 34   |
| Pháp                   | Alexandre Jaquier  | 28   |
| Serbia                 | Yves-Len Unser     |      |
| Slovakia               | Miroslav Girhart   | 32   |
| Thổ Nhĩ Kỳ             | Kemal Tuncel       |      |
| Thụy Điển              | Isac Ericsson      | 24   |

## Mister Universe (Ấn Độ)
Mister Universe  là cuộc thi sắc đẹp quốc tế do Sunny Mishra sáng lập, được tổ chức lần đầu tại Lucknow, Uttar Pradesh, Ấn Độ vào năm 2022. Đương kim Mister Universe là Alberto Henríquez Álvarez đến từ Panamá.

### Người giữ danh hiệu
| Lần thứ | Năm  | Ngày                 | Mister Universe                    | Mister Universe Ambassador  | Mister Universe Multimedia   | Á vương                                | Á vương                          | Á vương                         | Á vương                 | Nơi tổ chức    | Số thí sinh | T.k.                 |
| Lần thứ | Năm  | Ngày                 | Mister Universe                    | Mister Universe Ambassador  | Mister Universe Multimedia   | 1                                      | 2                                | 3                               | 4                       | Nơi tổ chức    | Số thí sinh | T.k.                 |
| ------- | ---- | -------------------- | ---------------------------------- | --------------------------- | ---------------------------- | -------------------------------------- | -------------------------------- | ------------------------------- | ----------------------- | -------------- | ----------- | -------------------- |
| 1       | 2022 | 16 tháng 10 năm 2022 | Elcid Camacho · Philippines        | Không trao giải             | Không trao giải              | Safal Jung Shah · Nepal                | Asadullah Muradi · Afghanistan   | Không trao giải                 | Không trao giải         | Lucknow, Ấn Độ | 17          | [ 10 ]               |
| 2       | 2023 | 5 tháng 10 năm 2023  | Rian Adam · Indonesia              | Không trao giải             | Không trao giải              | Alfred Natividad · Philippines         | Edviro Fuentes Jr. · Philippines | Không trao giải                 | Không trao giải         | Lucknow, Ấn Độ | 17          | [ 11 ] [ 12 ]        |
| 3       | 2024 | 25 tháng 8 năm 2024  | Jonathan Berry · Úc                | Bùi Quang Tuấn · Việt Nam   | Không trao giải              | Al-Mani Jumdain Hamsinain · Filcom KSA | Vic Fadlin · Indonesia           | Santi Chansre · Thái Lan        | Zidane Seow · Singapore | Lucknow, Ấn Độ | 17          | [ 13 ] [ 14 ] [ 15 ] |
| 4       | 2025 | 16 tháng 8 năm 2025  | Alberto Henríquez Álvarez · Panamá | Daniel Aguado · Tây Ban Nha | Haider Mukhtar Khan · Châu Á | Raees Mhmd · Singapore                 | Alberto Rivera · Puerto Rico     | Nget Sovannet Kavin · Campuchia | Ramesh Babu · Ấn Độ     | Lucknow, Ấn Độ | 19          | [ 16 ]               |

## Danh sách đại diện Việt Nam

### Mister Universe (Ấn Độ)
Chú thích màu
- : Nam vương
- : Á vương
- : Top chung kết
- : Top bán chung kết
- : Được giải thưởng đặc biệt

| Năm  | Tên            | Quê quán | Thứ hạng                   | Giải thưởng đặc biệt                                                  | T.k.   |
| ---- | -------------- | -------- | -------------------------- | --------------------------------------------------------------------- | ------ |
| 2024 | Bùi Quang Tuấn | Long An  | Mister Universe Ambassador | 3 - - Best in National Costume - Best in Swimwear - Top 3 Best Talent | [ 17 ] |